# Alexander S. Wadsworth
Pour les articles homonymes, voir Wadsworth.
Alexander Scammel Wadsworth (Portland (Maine), 1790-Washington, 5 avril 1851) est un officier de marine américain.

## Biographie
Fils de Peleg Wadsworth, Aspirant (2 avril 1804), Lieutenant (21 avril 1810), il se fait remarquer lors de la guerre anglo-américaine de 1812 puis, Commandant (27 avril 1816), dans les luttes contre la piraterie algéroise en Méditerranée lors de la seconde guerre barbaresque (1816-1817).
Il sert ensuite aux Indes (1818-1822) dans la répression contre la piraterie et est nommé Capitaine le 3 mars 1825. Commandant du Vincennes lors du tour du monde de William Bolton Finch (1826-1830), il devient Commodore et commande l'escadre du Pacifique de 1834 à 1836.
Membre du Board of Navy Commissioners (en) (1837-1840), il travaille comme inspecteur de 1841 à 1850.

## Hommage
- Plusieurs navires de l'US Navy ont été nommés en son honneur.